# Liste der Geschichten aus der Kinderbuchserie Der kleine Nick
Diese Liste der Geschichten aus der Kinderbuchserie Der kleine Nick enthält alle Geschichten der französischen Kinderbuchserie Der kleine Nick. Die Geschichten wurden geschrieben von René Goscinny und illustriert von Jean-Jacques Sempé und zwischen 1959 und 1964 veröffentlicht. Sortiert ist die Liste nach der Reihenfolge in den französischen Sammelbänden.
| Originaltitel                     | Erstpublikation    | französischer Sammelband                            | deutscher Titel                            | deutscher Sammelband                       |
| --------------------------------- | ------------------ | --------------------------------------------------- | ------------------------------------------ | ------------------------------------------ |
| Un souvenir qu'on va chérir       | 17. Dezember 1959  | Le Petit Nicolas (1960)                             | Eine Erinnerung fürs Leben                 | Der kleine Nick (1974)                     |
| Les Cow-boys                      | 21. April 1960     | Le Petit Nicolas (1960)                             | Die Cowboys                                | Der kleine Nick und seine Bande (1974)     |
| Le Bouillon                       | 28. April 1960     | Le Petit Nicolas (1960)                             | Herr Hühnerbrüh                            | Der kleine Nick (1974)                     |
| Le Football                       |                    | Le Petit Nicolas (1960)                             | Das Fußballspiel                           | Der kleine Nick (1974)                     |
| On a eu l'inspecteur              | 24. März 1960      | Le Petit Nicolas (1960)                             | Der Schulrat war da                        | Der kleine Nick (1974)                     |
| Rex                               | 28. Januar 1960    | Le Petit Nicolas (1960)                             | Rex                                        | Der kleine Nick (1974)                     |
| Djodjo                            | 10. März 1960      | Le Petit Nicolas (1960)                             | Dschoscho                                  | Der kleine Nick (1974)                     |
| Le Chouette Bouquet               | 31. März 1960      | Le Petit Nicolas (1960)                             | Ein prima Blumenstrauß                     | Der kleine Nick (1974)                     |
| Les Carnets                       | 26. Mai 1960       | Le Petit Nicolas (1960)                             | Der letzte Schultag                        | Der kleine Nick (1974)                     |
| Louisette                         | 5. Mai 1960        | Le Petit Nicolas (1960)                             | Luise                                      | Der kleine Nick und die Mädchen (1976)     |
| On a répété pour le ministre      | 7. Juli 1960       | Le Petit Nicolas (1960)                             | Der Empfang für den Minister               | Der kleine Nick (1974)                     |
| Je fume                           | 7. April 1960      | Le Petit Nicolas (1960)                             | Ich rauche                                 | Der kleine Nick und seine Bande (1974)     |
| Le Petit Poucet                   | 4. Februar 1960    | Le Petit Nicolas (1960)                             | Der kleine Däumling                        | Der kleine Nick und seine Bande (1974)     |
| Le Vélo                           | 2. Juni 1960       | Le Petit Nicolas (1960)                             | Das Fahrrad                                | Der kleine Nick und die Mädchen (1976)     |
| Je suis malade                    | 19. November 1959  | Le Petit Nicolas (1960)                             | Ich bin krank                              | Der kleine Nick und die Ferien (1976)      |
| On a bien rigolé                  | 12. Mai 1960       | Le Petit Nicolas (1960)                             | Wir haben uns schiefgelacht                | Der kleine Nick und die Schule (1975)      |
| Je fréquente Agnan                | 10. Dezember 1959  | Le Petit Nicolas (1960)                             | Ich spiele mit Adalbert                    | Der kleine Nick und seine Bande (1974)     |
| M. Bordenave n'aime pas le soleil |                    | Le Petit Nicolas (1960)                             | Herr Bordenau hat was gegen die Sonne      | Der kleine Nick und seine Bande (1974)     |
| Je quitte la maison               | 14. Januar 1960    | Le Petit Nicolas (1960)                             | Ich geh weg von zu Hause                   | Der kleine Nick (1974)                     |
| Alceste a été renvoyé             |                    | Les Récrés du Petit Nicolas (1961)                  | Otto wird nach Hause geschickt             | Der kleine Nick und seine Bande (1974)     |
| Le nez de tonton Eugène           |                    | Les Récrés du Petit Nicolas (1961)                  | Onkel Eugens Nase                          | Der kleine Nick und seine Bande (1974)     |
| La montre                         |                    | Les Récrés du Petit Nicolas (1961)                  | Die Uhr                                    | Der kleine Nick und seine Bande (1974)     |
| On a fait un journal              |                    | Les Récrés du Petit Nicolas (1961)                  | Wir machen eine Zeitung                    | Der kleine Nick und seine Bande (1974)     |
| La vase rose du salon             |                    | Les Récrés du Petit Nicolas (1961)                  | Die rosa Vase im Wohnzimmer                | Der kleine Nick und die Mädchen (1976)     |
| À la récré, on se bat             |                    | Les Récrés du Petit Nicolas (1961)                  | In der Pause hauen wir uns                 | Der kleine Nick und seine Bande (1974)     |
| King                              |                    | Les Récrés du Petit Nicolas (1961)                  | King                                       | Der kleine Nick und seine Bande (1974)     |
| L'appareil photo                  |                    | Les Récrés du Petit Nicolas (1961)                  | Der Fotoapparat                            | Der kleine Nick und seine Bande (1974)     |
| Le football                       |                    | Les Récrés du Petit Nicolas (1961)                  | Fußball                                    | Der kleine Nick und seine Bande (1974)     |
| 1re mi-temps                      |                    | Les Récrés du Petit Nicolas (1961)                  | Reportage der ersten Halbzeit              | Der kleine Nick und seine Bande (1974)     |
| 2e mi-temps                       |                    | Les Récrés du Petit Nicolas (1961)                  | Die zweite Halbzeit                        | Der kleine Nick und seine Bande (1974)     |
| Le musée de peintures             |                    | Les Récrés du Petit Nicolas (1961)                  | Das Gemäldemuseum                          | Der kleine Nick und die Ferien (1976)      |
| Le défilé                         |                    | Les Récrés du Petit Nicolas (1961)                  | Die Parade                                 | Der kleine Nick und die Ferien (1976)      |
| Les boy-scouts                    |                    | Les Récrés du Petit Nicolas (1961)                  | Die Pfadfinder                             | Der kleine Nick und die Ferien (1976)      |
| Le bras de Clotaire               |                    | Les Récrés du Petit Nicolas (1961)                  | Chlodwigs Arm                              | Der kleine Nick und die Ferien (1976)      |
| On a fait un test                 |                    | Les Récrés du Petit Nicolas (1961)                  | Wir haben einen Test gemacht               | Der kleine Nick und die Schule (1975)      |
| La distribution des prix          |                    | Les Récrés du Petit Nicolas (1961)                  | Das Fleißheft                              | Der kleine Nick und seine Bande (1974)     |
| C'est papa qui décide             |                    | Les Vacances du petit Nicolas (1962)                | Bei uns entscheidet Papa                   | Der kleine Nick (1974)                     |
| La plage, c'est chouette          | 24. Juli 1960      | Les Vacances du petit Nicolas (1962)                | Der Strand ist Klasse                      | Der kleine Nick (1974)                     |
| Le boute-en-train                 | 7. August 1960     | Les Vacances du petit Nicolas (1962)                | Der Tausendsassa                           | Der kleine Nick (1974)                     |
| L'île des Embruns                 | 21. August 1960    | Les Vacances du petit Nicolas (1962)                | Die Klippen                                | Der kleine Nick (1974)                     |
| La gym                            | 14. August 1960    | Les Vacances du petit Nicolas (1962)                | Die Gymnastik                              | Der kleine Nick (1974)                     |
| Le golf miniature                 | 28. August 1960    | Les Vacances du petit Nicolas (1962)                | Minigolf                                   | Der kleine Nick (1974)                     |
| On a joué à la marchande          | 4. September 1960  | Les Vacances du petit Nicolas (1962)                | Wir haben Einkaufen gespielt               | Der kleine Nick (1974)                     |
| On est rentrés                    |                    | Les Vacances du petit Nicolas (1962)                | Wir sind wieder zu Hause                   | Der kleine Nick (1974)                     |
| Il faut être raisonnable          |                    | Les Vacances du petit Nicolas (1962)                | Man muss vernünftig sein                   | Der kleine Nick und die Ferien (1976)      |
| Le Départ                         | 30. Juli 1961      | Les Vacances du petit Nicolas (1962)                | Die Abfahrt                                | Der kleine Nick und die Ferien (1976)      |
| Courage !                         | 23. Juli 1961      | Les Vacances du petit Nicolas (1962)                | Nur Mut!                                   | Der kleine Nick und die Ferien (1976)      |
| La Baignade                       | 24. August 1961    | Les Vacances du petit Nicolas (1962)                | Baden                                      | Der kleine Nick und die Ferien (1976)      |
| La Pointe des Bourrasques         | 13. August 1961    | Les Vacances du petit Nicolas (1962)                | Die Horumer Spitze                         | Der kleine Nick und die Ferien (1976)      |
| La Sieste                         |                    | Les Vacances du petit Nicolas (1962)                | Mittagsruhe                                | Der kleine Nick und die Ferien (1976)      |
| Jeu de nuit                       | 27. August 1961    | Les Vacances du petit Nicolas (1962)                | Nachtübung                                 | Der kleine Nick und die Ferien (1976)      |
| La Soupe de poisson               |                    | Les Vacances du petit Nicolas (1962)                | Die Fischsuppe                             | Der kleine Nick und die Ferien (1976)      |
| Crépin a des visites              |                    | Les Vacances du petit Nicolas (1962)                | Krause hat Besuch                          | Der kleine Nick und die Ferien (1976)      |
| Souvenirs de vacances             | 17. September 1961 | Les Vacances du petit Nicolas (1962)                | Ferienerinnerungen                         | Der kleine Nick und die Ferien (1976)      |
| La veillée d'adieux               |                    | Les Vacances du petit Nicolas (Neuauflage 2013)     |                                            |                                            |
| Clotaire a des lunettes !         |                    | Le Petit Nicolas et les Copains (1963)              | Chlodwig hat eine Brille                   | Der kleine Nick und die Schule (1975)      |
| Le chouette bol d'air             |                    | Le Petit Nicolas et les Copains (1963)              | Erholung in frischer Luft                  | Der kleine Nick und die Ferien (1976)      |
| Les crayons de couleur            |                    | Le Petit Nicolas et les Copains (1963)              | Die Farbstifte                             | Der kleine Nick und die Mädchen (1976)     |
| Les campeurs                      |                    | Le Petit Nicolas et les Copains (1963)              | Camping                                    | Der kleine Nick und die Ferien (1976)      |
| On a parlé dans la radio          |                    | Le Petit Nicolas et les Copains (1963)              | Wir haben im Radio gesprochen              | Der kleine Nick und die Mädchen (1976)     |
| Marie-Edwige                      |                    | Le Petit Nicolas et les Copains (1963)              | Marie-Hedwig                               | Der kleine Nick und die Mädchen (1976)     |
| Philatélies                       |                    | Le Petit Nicolas et les Copains (1963)              | Briefmarken                                | Der kleine Nick und seine Bande (1974)     |
| Maixent le magicien               |                    | Le Petit Nicolas et les Copains (1963)              | Max, der Zauberer                          | Der kleine Nick und die Mädchen (1976)     |
| La pluie                          |                    | Le Petit Nicolas et les Copains (1963)              | Regen                                      | Der kleine Nick und die Mädchen (1976)     |
| Les échecs                        |                    | Le Petit Nicolas et les Copains (1963)              | Schach spielen                             | Der kleine Nick und die Mädchen (1976)     |
| Les docteurs                      |                    | Le Petit Nicolas et les Copains (1963)              | Der Doktor                                 | Der kleine Nick und die Mädchen (1976)     |
| La nouvelle librairie             |                    | Le Petit Nicolas et les Copains (1963)              | Die neue Buchhandlung                      | Der kleine Nick und die Mädchen (1976)     |
| Rufus est malade                  |                    | Le Petit Nicolas et les Copains (1963)              | Roland ist krank                           | Der kleine Nick und die Mädchen (1976)     |
| Les athlètes                      |                    | Le Petit Nicolas et les Copains (1963)              | Die Leichtathleten                         | Der kleine Nick und die Mädchen (1976)     |
| L'interrogation infernal          |                    | Le Petit Nicolas et les Copains (1963)              | Die Geheimzeichen                          | Der kleine Nick und die Mädchen (1976)     |
| L'anniversaire de Marie-Edwige    |                    | Le Petit Nicolas et les Copains (1963)              | Marie-Hedwig hat Geburtstag                | Der kleine Nick und die Mädchen (1976)     |
| Joachim a des ennuis              |                    | Joachim a des ennuis (1964)                         | Joachim hat Ärger                          | Der kleine Nick und die Schule (1975)      |
| La lettre                         |                    | Joachim a des ennuis (1964)                         | Der Brief                                  | Der kleine Nick und die Schule (1975)      |
| La valeur de l'argent             |                    | Joachim a des ennuis (1964)                         | Der Wert des Geldes                        | Der kleine Nick und die Schule (1975)      |
| On fait le marché avec Papa       |                    | Joachim a des ennuis (1964)                         | Ich bin mit Papa einkaufen gegangen        | Der kleine Nick und die Schule (1975)      |
| Les chaises                       |                    | Joachim a des ennuis (1964)                         | Die Stühle                                 | Der kleine Nick und die Schule (1975)      |
| La lampe de poche                 |                    | Joachim a des ennuis (1964)                         | Die Taschenlampe                           | Der kleine Nick und die Schule (1975)      |
| La roulette                       |                    | Joachim a des ennuis (1964)                         | Roulett                                    | Der kleine Nick und die Schule (1975)      |
| La visite de Mémé                 |                    | Joachim a des ennuis (1964)                         | Oma kommt zu Besuch                        | Der kleine Nick und die Mädchen (1976)     |
| Leçon de code                     |                    | Joachim a des ennuis (1964)                         | Verkehrsunterricht                         | Der kleine Nick und die Schule (1975)      |
| Leçon de choses                   |                    | Joachim a des ennuis (1964)                         | Sachunterricht                             | Der kleine Nick und die Schule (1975)      |
| À la bonne franquette             |                    | Joachim a des ennuis (1964)                         | Ganz ohne Umstände                         | Der kleine Nick und die Mädchen (1976)     |
| La tombola                        |                    | Joachim a des ennuis (1964)                         | Die Tombola                                | Der kleine Nick und die Schule (1975)      |
| L'insigne                         |                    | Joachim a des ennuis (1964)                         | Das Abzeichen                              | Der kleine Nick und seine Bande (1974)     |
| Le message secret                 |                    | Joachim a des ennuis (1964)                         | Die Geheimbotschaft                        | Der kleine Nick und die Schule (1975)      |
| Jonas                             |                    | Joachim a des ennuis (1964)                         | Jonas                                      | Der kleine Nick und die Schule (1975)      |
| La craie                          |                    | Joachim a des ennuis (1964)                         | Die Kreide                                 | Der kleine Nick und die Schule (1975)      |
| On va rentrer                     |                    | Histoires inédites du petit Nicolas Volume 1 (2004) | Die Schule fängt wieder an                 | Neues vom kleinen Nick (2005)              |
| Les invincibles                   |                    | Histoires inédites du petit Nicolas Volume 1 (2004) | Die Unbesiegbaren                          | Neues vom kleinen Nick (2005)              |
| La cantine                        |                    | Histoires inédites du petit Nicolas Volume 1 (2004) | Die Kantine                                | Neues vom kleinen Nick (2005)              |
| Souvenirs doux et frais           |                    | Histoires inédites du petit Nicolas Volume 1 (2004) | Unvergessliche Jugenderinnerungen          | Neues vom kleinen Nick (2005)              |
| La maison de Geoffrey             |                    | Histoires inédites du petit Nicolas Volume 1 (2004) | Georgs Zuhause                             | Neues vom kleinen Nick (2005)              |
| Excuses                           |                    | Histoires inédites du petit Nicolas Volume 1 (2004) | Entschuldigungen                           | Neues vom kleinen Nick (2005)              |
| (1611–1673)                       |                    | Histoires inédites du petit Nicolas Volume 1 (2004) | 1611 bis 1673                              | Neues vom kleinen Nick (2005)              |
| Le chouette lapin                 |                    | Histoires inédites du petit Nicolas Volume 1 (2004) | Das Häschen                                | Neues vom kleinen Nick (2005)              |
| L'anniversaire de Clotaire        |                    | Histoires inédites du petit Nicolas Volume 1 (2004) | Chlodwig hat Geburtstag                    | Neues vom kleinen Nick (2005)              |
| Ça y est, on l'a !                |                    | Histoires inédites du petit Nicolas Volume 1 (2004) | Endlich haben wir auch einen!              | Neues vom kleinen Nick (2005)              |
| La leçon                          |                    | Histoires inédites du petit Nicolas Volume 1 (2004) | Die Nachhilfestunde                        | Neues vom kleinen Nick (2005)              |
| La nouvelle                       |                    | Histoires inédites du petit Nicolas Volume 1 (2004) | Die Neue                                   | Neues vom kleinen Nick (2005)              |
| Clotaire déménage                 |                    | Histoires inédites du petit Nicolas Volume 1 (2004) | Chlodwig zieht um                          | Neues vom kleinen Nick (2005)              |
| Les barres                        |                    | Histoires inédites du petit Nicolas Volume 1 (2004) | Das Fangspiel                              | Neues vom kleinen Nick (2005)              |
| Bonbon                            |                    | Histoires inédites du petit Nicolas Volume 1 (2004) | Bonbon                                     | Neues vom kleinen Nick (2005)              |
| On ne nous a pas fait honte       |                    | Histoires inédites du petit Nicolas Volume 1 (2004) | Wir haben uns nicht blamiert               | Neues vom kleinen Nick (2005)              |
| M. Mouchabière nous surveille     |                    | Histoires inédites du petit Nicolas Volume 1 (2004) | Herr Flickmann hat Aufsicht                | Neues vom kleinen Nick (2005)              |
| Pan !                             |                    | Histoires inédites du petit Nicolas Volume 1 (2004) | Peng!                                      | Neues vom kleinen Nick (2005)              |
| La quarantaine                    |                    | Histoires inédites du petit Nicolas Volume 1 (2004) | Die Quarantäne                             | Neues vom kleinen Nick (2005)              |
| Le château fort                   |                    | Histoires inédites du petit Nicolas Volume 1 (2004) | Die Burg                                   | Neues vom kleinen Nick (2005)              |
| Le cirque                         |                    | Histoires inédites du petit Nicolas Volume 1 (2004) | Der Zirkus                                 | Neues vom kleinen Nick (2005)              |
| La pomme                          |                    | Histoires inédites du petit Nicolas Volume 1 (2004) | Der Apfel                                  | Neues vom kleinen Nick (2005)              |
| Les jumelles                      |                    | Histoires inédites du petit Nicolas Volume 1 (2004) | Das Fernglas                               | Neues vom kleinen Nick (2005)              |
| La punition                       |                    | Histoires inédites du petit Nicolas Volume 1 (2004) | Die Strafe                                 | Neues vom kleinen Nick (2005)              |
| Tonton Eugène                     |                    | Histoires inédites du petit Nicolas Volume 1 (2004) | Onkel Eugen                                | Neues vom kleinen Nick (2005)              |
| La fête foraine                   |                    | Histoires inédites du petit Nicolas Volume 1 (2004) | Die Kirmes                                 | Neues vom kleinen Nick (2005)              |
| Les devoirs                       |                    | Histoires inédites du petit Nicolas Volume 1 (2004) | Hausaufgaben                               | Neues vom kleinen Nick (2005)              |
| Flatch flatch                     |                    | Histoires inédites du petit Nicolas Volume 1 (2004) | Flatsch-flatsch                            | Neues vom kleinen Nick (2005)              |
| Le repas de famille               |                    | Histoires inédites du petit Nicolas Volume 1 (2004) | Die Familienfeier                          | Neues vom kleinen Nick (2005)              |
| La tarte aux pommes               |                    | Histoires inédites du petit Nicolas Volume 1 (2004) | Der Apfelkuchen                            | Neues vom kleinen Nick (2005)              |
| On me garde                       |                    | Histoires inédites du petit Nicolas Volume 1 (2004) | Mein Babysitter                            | Neues vom kleinen Nick (2005)              |
| Je fais des tas de cadeaux        |                    | Histoires inédites du petit Nicolas Volume 1 (2004) | Ich mache Geschenke                        | Neues vom kleinen Nick (2005)              |
| Les nouveaux voisins              |                    | Histoires inédites du petit Nicolas Volume 1 (2004) | Die neuen Nachbarn                         | Neues vom kleinen Nick (2005)              |
| La bonne surprise                 |                    | Histoires inédites du petit Nicolas Volume 1 (2004) | Eine schöne Überraschung                   | Neues vom kleinen Nick (2005)              |
| Tuuuuut !                         |                    | Histoires inédites du petit Nicolas Volume 1 (2004) | Tuuuuut!                                   | Neues vom kleinen Nick (2005)              |
| Les dames                         |                    | Histoires inédites du petit Nicolas Volume 1 (2004) | Das Dame-Spiel                             | Neues vom kleinen Nick (2005)              |
| La trompette                      |                    | Histoires inédites du petit Nicolas Volume 1 (2004) | Die Trompete                               | Neues vom kleinen Nick (2005)              |
| Maman va à l'école                |                    | Histoires inédites du petit Nicolas Volume 1 (2004) | Mama geht zur Schule                       | Neues vom kleinen Nick (2005)              |
| La rédaction                      |                    | Histoires inédites du petit Nicolas Volume 1 (2004) | Der Aufsatz                                | Neues vom kleinen Nick (2005)              |
| On a apprivoisé M. Courteplaque   |                    | Histoires inédites du petit Nicolas Volume 1 (2004) | Wie wir Herrn Kortschild gezähmt haben     | Neues vom kleinen Nick (2005)              |
| Je suis le meilleur               |                    | Histoires inédites du petit Nicolas Volume 1 (2004) | Ich bin der Beste                          | Neues vom kleinen Nick (2005)              |
| Le croquet                        |                    | Histoires inédites du petit Nicolas Volume 1 (2004) | Krocket                                    | Neues vom kleinen Nick (2005)              |
| Sylvestre                         |                    | Histoires inédites du petit Nicolas Volume 1 (2004) | Sylvester                                  | Neues vom kleinen Nick (2005)              |
| Je fais de l'ordre                |                    | Histoires inédites du petit Nicolas Volume 1 (2004) | Ich räume auf                              | Neues vom kleinen Nick (2005)              |
| Le gros z'éléphant                |                    | Histoires inédites du petit Nicolas Volume 1 (2004) | Unser dicker Elefant                       | Neues vom kleinen Nick (2005)              |
| Des tas de probité                |                    | Histoires inédites du petit Nicolas Volume 1 (2004) | Lob der Ehrlichkeit                        | Neues vom kleinen Nick (2005)              |
| Le médicament                     |                    | Histoires inédites du petit Nicolas Volume 1 (2004) | Die Medizin                                | Neues vom kleinen Nick (2005)              |
| On a fait des courses             |                    | Histoires inédites du petit Nicolas Volume 1 (2004) | Wir gehen einkaufen                        | Neues vom kleinen Nick (2005)              |
| Le bureau de papa                 |                    | Histoires inédites du petit Nicolas Volume 1 (2004) | In Papas Büro                              | Neues vom kleinen Nick (2005)              |
| Nos papas sont copains            |                    | Histoires inédites du petit Nicolas Volume 1 (2004) | Geschäftsfreunde                           | Neues vom kleinen Nick (2005)              |
| Anselme et Odile Patmouille       |                    | Histoires inédites du petit Nicolas Volume 1 (2004) | Anselm und Adele Padberg                   | Neues vom kleinen Nick (2005)              |
| Allô !                            |                    | Histoires inédites du petit Nicolas Volume 1 (2004) | Hallo!                                     | Neues vom kleinen Nick (2005)              |
| La séance de cinéma               |                    | Histoires inédites du petit Nicolas Volume 1 (2004) | Im Kino                                    | Neues vom kleinen Nick (2005)              |
| L'anniversaire de papa            |                    | Histoires inédites du petit Nicolas Volume 1 (2004) | Papas Geburtstag                           | Neues vom kleinen Nick (2005)              |
| La bonne blague                   |                    | Histoires inédites du petit Nicolas Volume 1 (2004) | Ein guter Witz                             | Neues vom kleinen Nick (2005)              |
| Papa a des tas d'agonie           |                    | Histoires inédites du petit Nicolas Volume 1 (2004) | Papa liegt in Agonie                       | Neues vom kleinen Nick (2005)              |
| On part en vacances               |                    | Histoires inédites du petit Nicolas Volume 1 (2004) | Wir fahren in die Ferien                   | Neues vom kleinen Nick (2005)              |
| En voiture !                      |                    | Histoires inédites du petit Nicolas Volume 1 (2004) | Einsteigen, bitte!                         | Neues vom kleinen Nick (2005)              |
| Le voyage en Espagne              |                    | Histoires inédites du petit Nicolas Volume 1 (2004) | Die Spanienreise                           | Neues vom kleinen Nick (2005)              |
| Mots croisés                      |                    | Histoires inédites du petit Nicolas Volume 1 (2004) | Das Kreuzworträtsel                        | Neues vom kleinen Nick (2005)              |
| Signes de piste                   |                    | Histoires inédites du petit Nicolas Volume 1 (2004) | Die Spurensuche                            | Neues vom kleinen Nick (2005)              |
| Les merveilles de la nature       |                    | Histoires inédites du petit Nicolas Volume 1 (2004) | Die Wunder der Natur                       | Neues vom kleinen Nick (2005)              |
| Tout seul !                       |                    | Histoires inédites du petit Nicolas Volume 1 (2004) | Ganz allein!                               | Neues vom kleinen Nick (2005)              |
| Le voyage de Geoffroy             |                    | Histoires inédites du petit Nicolas Volume 1 (2004) | Georgs Reise                               | Neues vom kleinen Nick (2005)              |
| Au chocolat et à la fraise        |                    | Histoires inédites du petit Nicolas Volume 1 (2004) | Das Schokolade-Erdbeer-Eis                 | Neues vom kleinen Nick (2005)              |
| Pamplemousse                      |                    | Histoires inédites du petit Nicolas Volume 1 (2004) | Pampelmuse                                 | Neues vom kleinen Nick (2005)              |
| On est allé au restaurant         |                    | Histoires inédites du petit Nicolas Volume 1 (2004) | Wir sind ins Restaurant gegangen           | Neues vom kleinen Nick (2005)              |
| Surprise !                        |                    | Histoires inédites du petit Nicolas Volume 1 (2004) | Der Überraschungsbesuch                    | Neues vom kleinen Nick (2005)              |
| Le zoo                            |                    | Histoires inédites du petit Nicolas Volume 1 (2004) | Der Zoo                                    | Neues vom kleinen Nick (2005)              |
| Iso                               |                    | Histoires inédites du petit Nicolas Volume 1 (2004) | Iso                                        | Neues vom kleinen Nick (2005)              |
| La récompense                     |                    | Histoires inédites du petit Nicolas Volume 1 (2004) | Die Belohnung                              | Neues vom kleinen Nick (2005)              |
| Papa s'empâte drôlement           |                    | Histoires inédites du petit Nicolas Volume 1 (2004) | Papa nimmt zu                              | Neues vom kleinen Nick (2005)              |
| Comme un grand                    |                    | Histoires inédites du petit Nicolas Volume 1 (2004) | Wie die Großen                             | Neues vom kleinen Nick (2005)              |
| Ce que nous ferons plus tard      |                    | Histoires inédites du petit Nicolas Volume 1 (2004) | Was wir später werden wollen               | Neues vom kleinen Nick (2005)              |
| Un vrai petit homme               |                    | Histoires inédites du petit Nicolas Volume 1 (2004) | Ein echter kleiner Mann                    | Neues vom kleinen Nick (2005)              |
| La dent                           |                    | Histoires inédites du petit Nicolas Volume 1 (2004) | Der Zahn                                   | Neues vom kleinen Nick (2005)              |
| Tout ça, c'est des blagues !      |                    | Histoires inédites du petit Nicolas Volume 1 (2004) | So ein Quatsch!                            | Neues vom kleinen Nick (2005)              |
| Les beaux-frères                  |                    | Histoires inédites du petit Nicolas Volume 1 (2004) | Max wird Schwager!                         | Neues vom kleinen Nick (2005)              |
| Le gros mot                       |                    | Histoires inédites du petit Nicolas Volume 1 (2004) | Das schlimme Wort                          | Neues vom kleinen Nick (2005)              |
| Avant Noël, c'est chouette !      |                    | Histoires inédites du petit Nicolas Volume 1 (2004) | Ich freue mich schon auf Weihnachten!      | Neues vom kleinen Nick (2005)              |
| Cher Père Noël                    |                    | Histoires inédites du petit Nicolas Volume 2 (2006) | Lieber Weihnachtsmann                      | Der kleine Nick ist wieder da (2006)       |
| Le Noël de Nicolas                |                    | Histoires inédites du petit Nicolas Volume 2 (2006) | Heiligabend                                | Der kleine Nick ist wieder da (2006)       |
| Les patins                        |                    | Histoires inédites du petit Nicolas Volume 2 (2006) | Die Rollschuhe                             | Der kleine Nick ist wieder da (2006)       |
| Notre maison                      |                    | Histoires inédites du petit Nicolas Volume 2 (2006) | Unser Haus                                 | Der kleine Nick ist wieder da (2006)       |
| Chez le coiffeur                  |                    | Histoires inédites du petit Nicolas Volume 2 (2006) | Ich gehe zum Friseur                       | Der kleine Nick ist wieder da (2006)       |
| Le magicien                       |                    | Histoires inédites du petit Nicolas Volume 2 (2006) | Das Zauberkunststück                       | Der kleine Nick ist wieder da (2006)       |
| La composition d'arithmétique     |                    | Histoires inédites du petit Nicolas Volume 2 (2006) | Die Rechenarbeit                           | Der kleine Nick ist wieder da (2006)       |
| Le bateau de Geoffroy             |                    | Histoires inédites du petit Nicolas Volume 2 (2006) | Georgs Schiff                              | Der kleine Nick ist wieder da (2006)       |
| J'aide drôlement                  |                    | Histoires inédites du petit Nicolas Volume 2 (2006) | Ich bin eine große Hilfe                   | Der kleine Nick ist wieder da (2006)       |
| Nicolas et Blédurt                |                    | Histoires inédites du petit Nicolas Volume 2 (2006) | Fußball mit Herrn Bleder                   | Der kleine Nick ist wieder da (2006)       |
| Les ouvriers                      |                    | Histoires inédites du petit Nicolas Volume 2 (2006) | Die Arbeiter                               | Der kleine Nick ist wieder da (2006)       |
| Les brioches                      |                    | Histoires inédites du petit Nicolas Volume 2 (2006) | Die Speckröllchen                          | Der kleine Nick ist wieder da (2006)       |
| Rugby à XV                        |                    | Histoires inédites du petit Nicolas Volume 2 (2006) | 15er-Rugby                                 | Der kleine Nick ist wieder da (2006)       |
| On a eu du cinéma                 |                    | Histoires inédites du petit Nicolas Volume 2 (2006) | Kino in der Schule                         | Der kleine Nick ist wieder da (2006)       |
| Mémé                              |                    | Histoires inédites du petit Nicolas Volume 2 (2006) | Oma                                        | Der kleine Nick ist wieder da (2006)       |
| La mutinerie                      |                    | Histoires inédites du petit Nicolas Volume 2 (2006) | Meuterei                                   | Der kleine Nick ist wieder da (2006)       |
| Le dentiste                       |                    | Histoires inédites du petit Nicolas Volume 2 (2006) | Der Zahnarzt                               | Der kleine Nick ist wieder da (2006)       |
| Hoplà !                           |                    | Histoires inédites du petit Nicolas Volume 2 (2006) | Hoppla!                                    | Der kleine Nick ist wieder da (2006)       |
| Le mariage de Martine             |                    | Histoires inédites du petit Nicolas Volume 2 (2006) | Martinas Hochzeit                          | Der kleine Nick ist wieder da (2006)       |
| La piscine                        |                    | Histoires inédites du petit Nicolas Volume 2 (2006) | Das Schwimmbad                             | Der kleine Nick ist wieder da (2006)       |
| Les bonbons                       |                    | Histoires inédites du petit Nicolas Volume 2 (2006) | Die Pralinen                               | Der kleine Nick ist wieder da (2006)       |
| Je me cire                        |                    | Histoires inédites du petit Nicolas Volume 2 (2006) | Ich putze meine Schuhe                     | Der kleine Nick ist wieder da (2006)       |
| On a visité le chocolat           |                    | Histoires inédites du petit Nicolas Volume 2 (2006) | Wir haben die Schokoladenfabrik besichtigt | Der kleine Nick ist wieder da (2006)       |
| Le bassin                         |                    | Histoires inédites du petit Nicolas Volume 2 (2006) | Der Teich                                  | Der kleine Nick ist wieder da (2006)       |
| Le puzzle                         |                    | Histoires inédites du petit Nicolas Volume 2 (2006) | Das Puzzle                                 | Der kleine Nick ist wieder da (2006)       |
| Le tas de sable                   |                    | Histoires inédites du petit Nicolas Volume 2 (2006) | Der Sandhaufen                             | Der kleine Nick ist wieder da (2006)       |
| Le pique-nique                    |                    | Histoires inédites du petit Nicolas Volume 2 (2006) | Das Picknick                               | Der kleine Nick ist wieder da (2006)       |
| Le Bouillon n'aime pas la glace   |                    | Histoires inédites du petit Nicolas Volume 2 (2006) | Der Hühnebrüh mag kein Eis                 | Der kleine Nick ist wieder da (2006)       |
| Je fais des courses               |                    | Histoires inédites du petit Nicolas Volume 2 (2006) | Ich gehe einkaufen                         | Der kleine Nick ist wieder da (2006)       |
| La corrida                        |                    | Histoires inédites du petit Nicolas Volume 2 (2006) | Die Corrida                                | Der kleine Nick ist wieder da (2006)       |
| Le plombier                       |                    | Histoires inédites du petit Nicolas Volume 2 (2006) | Der Klempner                               | Der kleine Nick ist wieder da (2006)       |
| Le stylo                          |                    | Histoires inédites du petit Nicolas Volume 2 (2006) | Der Füller                                 | Der kleine Nick ist wieder da (2006)       |
| Barbe-Rouge                       |                    | Histoires inédites du petit Nicolas Volume 2 (2006) | Rotbart                                    | Der kleine Nick ist wieder da (2006)       |
| Seul !                            |                    | Histoires inédites du petit Nicolas Volume 2 (2006) | Allein                                     | Der kleine Nick ist wieder da (2006)       |
| La neige                          |                    | Histoires inédites du petit Nicolas Volume 2 (2006) | Es hat geschneit                           | Der kleine Nick ist wieder da (2006)       |
| On tourne !                       |                    | Histoires inédites du petit Nicolas Volume 2 (2006) | Wir drehen einen Film                      | Der kleine Nick ist wieder da (2006)       |
| Une surprise pour mémé            |                    | Histoires inédites du petit Nicolas Volume 2 (2006) | Eine Überraschung für Oma                  | Der kleine Nick ist wieder da (2006)       |
| Les invités                       |                    | Histoires inédites du petit Nicolas Volume 2 (2006) | Die Gäste                                  | Der kleine Nick ist wieder da (2006)       |
| Le vitrier                        |                    | Histoires inédites du petit Nicolas Volume 2 (2006) | Der Glaser                                 | Der kleine Nick ist wieder da (2006)       |
| Le barbecue                       |                    | Histoires inédites du petit Nicolas Volume 2 (2006) | Wir grillen                                | Der kleine Nick ist wieder da (2006)       |
| Le réfrigérateur                  |                    | Histoires inédites du petit Nicolas Volume 2 (2006) | Der Kühlschrank                            | Der kleine Nick ist wieder da (2006)       |
| La pétanque                       |                    | Histoires inédites du petit Nicolas Volume 2 (2006) | Das Boule-Spiel                            | Der kleine Nick ist wieder da (2006)       |
| Le miroir                         |                    | Histoires inédites du petit Nicolas Volume 2 (2006) | Der Spiegel                                | Der kleine Nick ist wieder da (2006)       |
| La tondeuse à gazon               |                    | Histoires inédites du petit Nicolas Volume 2 (2006) | Der Rasenmäher                             | Der kleine Nick ist wieder da (2006)       |
| Mes vacances de Pâques            |                    | Histoires inédites du petit Nicolas Volume 2 (2006) | Meine Osterferien                          | Der kleine Nick ist wieder da (2006)       |
| L'Œuf de Pâques                   | 29. März 1959      | Le Ballon et autres histoires inédites (2009)       | Das Osterei                                | Der kleine Nick und sein Luftballon (2009) |
| Le Pull-over                      |                    | Le Ballon et autres histoires inédites (2009)       | Der Pullover                               | Der kleine Nick und sein Luftballon (2009) |
| La Télé chez Clotaire             |                    | Le Ballon et autres histoires inédites (2009)       | Fernsehen bei Chlodwig                     | Der kleine Nick und sein Luftballon (2009) |
| Le Concours                       |                    | Le Ballon et autres histoires inédites (2009)       | Das Preisausschreiben                      | Der kleine Nick und sein Luftballon (2009) |
| La Nouvelle épicerie              | November 2007      | Le Ballon et autres histoires inédites (2009)       | Der neue Supermarkt                        | Der kleine Nick und sein Luftballon (2009) |
| La Visite                         |                    | Le Ballon et autres histoires inédites (2009)       | Der Besuch                                 | Der kleine Nick und sein Luftballon (2009) |
| Un vrai cirque !                  |                    | Le Ballon et autres histoires inédites (2009)       | Ein richtiger Zirkus                       | Der kleine Nick und sein Luftballon (2009) |
| Le Ballon                         | 29. März 1959      | Le Ballon et autres histoires inédites (2009)       | Der Luftballon                             | Der kleine Nick und sein Luftballon (2009) |
| École de loyauté                  |                    | Le Ballon et autres histoires inédites (2009)       | Die Schule der Fairness                    | Der kleine Nick und sein Luftballon (2009) |
| Le Théâtre                        |                    | Le Ballon et autres histoires inédites (2009)       | Im Theater                                 | Der kleine Nick und sein Luftballon (2009) |